# Стотза
Стотза, Стоца, Стотца, Стутіас (д/н — 545) — володар Мавро-римського царства.

## Життєпис
Походження достеменно невідоме. Служив охоронцем воєначальника Мартина в армії Велізарія під час військової кампанії 533—534 років проти Королівства вандалів і аланів. У 536 році в візантійській армії в Африці піднявся військовий заколот проти її преторіанського префекта і магістра армії Соломона. Причиною була несплата платні.
Повсталі обрали Стотзу своїм ватажком. На його бік перейшла частина берберів. Стотза рушив на адміністративний центр префектури — Карфаген з армією з 8 тисяч осіб, до яких приєдналися 1000 вандалів, рабів, маврусіїв. Соломон вимушений був тікати до Сицилії. Стотза взяв в облогу місто, яке невдовзі готово було здатися. В цей час за наказом імператора Велізарій висадився в Африці. Стотза зняв облогу і відступив до Мембресу, де зазнав поразки від імператорських військ. В результаті вимушений був відступити до Нумідії, де перетягнув на свій бік місцеві візантійські залоги та берберів. За словами історика Прокопія Кесарійського, дві третини візантійської армії в Африці перейшли на сторону бунтівників.
Невдовзі, скориставшись тим, що Велізарій, повинен був повернутися до Італії, де поновилася Готська війна, Стотза перейшов у наступ. Проте стикнувся з новим суперником — магістром війська Германом. Стотза намагався привернути на свій бік вандалів і берберів, однак поразка повсталих при Целлас Ватарі зумовила перехід берберів Ябди, царя Авреса, і Ортаї на сторону Германа. Якщо перед битвою бербери здавалися вірними союзниками, то під час бою берберські загони перейшли на бік візантійців. Це було викликано тим, що Герман вів власні перемовини з берберськими володарями і пообіцяв їм значні кошти. Стотза зазнав нищівної поразки й з небагатьма колишніми візантійськими бунтівниками і вандалами втік до Мавро-римського царства.
Стотза одружився з донькою царя Масуни або Мастігаса. У 541 році за невідомих обставин стає володарем царства. З цього часу розпочав підготовку до нової війни проти візантійців. У 544 році спільно з Анталом, царем Хафси (берберів південної Бізацени) виступив проти Соломона. Останній в цей час зазнав поразки від берберів Триполітанії та Нумідії. В результаті уся преторіанська префектура Африки була охоплена берберським повстанням. Стотза і Антал зуміли завдати низки поразок преторіанському префекту Сергію в Проконсульській Африці (Зевгітані).
У 545 році новий очільник префектури Ареобінд спрямував проти Стотзи війська на чолі з Іоанном. Останній скористався тим, що Стотза і Антал поділили свої сили, атакував першого. У вирішальній битві при Фації (Бізацена) Стотза зазнав поразки й загинув. Проте також загинув й Іоанн. Владу в Мавро-римському царству здобув Гармул.